# 斜角筋症候群

斜角筋症候群（しゃかくきんしょうこうぐん、英：scalenus syndrome、独：Skalenussyndrom）とは胸郭出口症候群の１つで斜角筋の関与が考えられるものである。

## 概要
鎖骨下動脈と腕神経叢は前斜角筋と中斜角筋の間の斜角筋隙を通過する。上肢の挙上を頻々に繰り返すと斜角筋が肥厚し、斜角筋隙で鎖骨下動脈と腕神経叢が圧迫され、痛みやしびれ等の症状を引き起こすものである。

## 症状
肩から上肢にかけての感覚異常、脈拍低下、皮膚温度低下、血圧低下、レイノー現象などの血行障害などを示す。

## 検査
斜角筋三角部の圧痛や患側手への痛覚放散を診るMorley testや前・中斜角筋を緊張状態にさせて撓骨動脈の減弱、消失を診るアドソン試験などがある。